# Зе Стронгест
«Зе Стро́нгест» (англ. «The Strongest») — болівійський футбольний клуб з Ла-Паса. Заснований 8 квітня 1908 року.

## Досягнення
- Чемпіон Болівії (14): 1964, 1974, 1977, 1983, 1989, 1993, 2003-А, 2003-К, 2004-К, 2011-А, 2012-К, 2012-А, 2013-А, 2014-А
- Володар кубка Болівії (3): 1977, 1984, 2000
- Володар Копа Аеросур (1): 2007